# Bohumil Ortman
Bohumil Ortman, profesně známý jako Míla Ortman, popřípadě jako ort (* 16. března 1945 Mladé), je český sportovní novinář, převážně se specializující na klub SK Dynamo České Budějovice. 

## Životopis
Narodil se 16. března 1945 v Mladém u Českých Budějovic. Měl staršího bratra Rudu a mladší bratry Ivana a Pavla. Jeho rodina po druhé světové válce přebývala v obci Čakov. Následně se přestěhovala zpět do Českých Budějovic. Vystudoval Gymnázium Jana Valeriána Jirsíka a následně odešel studovat na Vysokou školu ekonomickou v Praze, obor atraktivní zahraniční obchod. Již po měsíci ze školy odešel a začal pracovat v deníku Jihočeská pravda.
Již od útlého dětství se věnoval fotbalu a stal se z něj fanoušek klubu SK Dynamo České Budějovice. V roce 1969 společně s Miloslavem Schusterem obnovil činnost klubu SK Mladé. V klubu až do roku 2025 působil jako sekretář. Rovněž nastupoval na pozici stopera případně i brankáře.
Psal referáty pro Mladou frontu a bratislavský Šport. V říjnu 2016 byl za svůj přínos oceněn jihočeským hejtmanem Martinem Kubou zlatou šupinou.  
Až do roku 2024 pravidelně psal o sportu. Kvůli zdravotním problémům a věku natrvalo odešel do důchodu.
Dne 16. března 2025, v den svých 80. narozenin, byl na fotbalovém stadionu Střelecký ostrov oceněn klubem SK Dynamo České Budějovice za svůj přínos pro budějovický fotbal.